# Травнинский сельсовет (Новосибирская область)
Травнинский сельсовет — сельское поселение в Доволенском районе Новосибирской области Российской Федерации.
Административный центр — село Травное.

## История
Статус и границы сельского поселения установлены Законом Новосибирской области от 2 июня 2004 года № 200-ОЗ «О статусе и границах муниципальных образований Новосибирской области»

## Население
| 2002 | 2010 | 2012 | 2013 | 2014 | 2015 | 2016 |
| ---- | ---- | ---- | ---- | ---- | ---- | ---- |
| 912  | ↘738 | ↘724 | ↘705 | ↘691 | ↘686 | ↗691 |
| 2017 | 2018 | 2019 | 2020 | 2021 |      |      |
| ↘680 | ↘676 | ↘672 | ↗680 | ↘665 |      |      |

## Состав сельского поселения
| № | Населённый пункт | Тип населённого пункта       | Население |
| - | ---------------- | ---------------------------- | --------- |
| 1 | Травное          | село, административный центр | ↘665      |